# Rally de Argentina de 2017
El Rally de Argentina de 2017, oficialmente  YPF Rally Argentina 2017 fue la 37.ª edición y la quinta ronda de la temporada 2017 del Campeonato Mundial de Rally. Se celebró del 27 al 30 de abril y contó con un itinerario de dieciocho tramos sobre tierra que suman un total de 357,59 km cronometrados.
Thierry Neuville se quedó con una de las victorias más ajustadas de la historia del Campeonato derrotando a Elfyn Evans por solo 0.7s, Ott Tänak terminó tercero a 29.2s.

## Lista de inscriptos
| \| Pilotos principales \| Pilotos principales \| Pilotos principales \| Pilotos principales \| Pilotos principales \| Pilotos principales \| \| Num. \| Piloto \| Copiloto \| Coche \| Equipo \| Neumático \| \| ----------------------------- \| ------------------- \| ------------------- \| -------------------------- \| --------------------------- \| ------------------- \| \| 1 \| Sébastien Ogier \| Julien Ingrassia \| Ford Fiesta WRC \| M-Sport World Rally Team \| M \| \| 2 \| Ott Tänak \| Martin Järveoja \| Ford Fiesta WRC \| M-Sport World Rally Team \| M \| \| 3 \| Elfyn Evans \| Daniel Barritt \| Ford Fiesta WRC \| M-Sport World Rally Team \| DM \| \| 4 \| Hayden Paddon \| John Kennard \| Hyundai i20 Coupe WRC \| Hyundai Motorsport \| M \| \| 5 \| Thierry Neuville \| Nicolas Gilsoul \| Hyundai i20 Coupe WRC \| Hyundai Motorsport \| M \| \| 6 \| Dani Sordo \| Marc Martí \| Hyundai i20 Coupe WRC \| Hyundai Motorsport \| M \| \| 7 \| Kris Meeke \| Paul Nagle \| Citroën C3 WRC \| Citroën Total Abu Dhabi WRT \| M \| \| 8 \| Craig Breen \| Scott Martin \| Citroën C3 WRC \| Citroën Total Abu Dhabi WRT \| M \| \| 10 \| Jari-Matti Latvala \| Miikka Anttila \| Toyota Yaris WRC \| Toyota GAZOO Racing WRC \| M \| \| 11 \| Juho Hänninen \| Kaj Lindström \| Toyota Yaris WRC \| Toyota GAZOO Racing WRC \| M \| \| 14 \| Mads Østberg \| Ola Floene \| Ford Fiesta WRC \| M-Sport World Rally Team \| M \| \| 15 \| Valeriy Gorban \| Sergey Larens \| Mini John Cooper Works WRC \| Eurolamp WRT \| P \| \| 31 \| Pontus Tidemand \| Jonas Andersson \| Škoda Fabia R5 \| Škoda Motorsport \| M \| \| 32 \| Benito Guerra Jr. \| Daniel Cué \| Škoda Fabia R5 \| Motorsport Italia SRL \| M \| \| 33 \| Pedro Heller \| Pablo Olmos \| Ford Fiesta R5 \| Pedro Heller \| M \| \| 34 \| Hubert Ptaszek \| Maciek Szczepaniak \| Škoda Fabia R5 \| Orlen Team \| M \| \| 35 \| Gustavo Saba \| Fernando Mussano \| Škoda Fabia R5 \| Gustavo Saba \| DM \| \| 36 \| Juan Carlos Alonso \| Matías Mercadal \| Škoda Fabia R5 \| Juan Carlos Alonso \| DM \| \| 37 \| Lorenzo Bertelli \| Simone Scattolin \| Ford Fiesta WRC \| M-Sport World Rally Team \| M \| \| Fuente: rallyargentina.com[3] \| \| \| \| \| \| |                    |                    |                            |                             |           |
| Pilotos principales |                    |                    |                            |                             |           |
| Num. | Piloto             | Copiloto           | Coche                      | Equipo                      | Neumático |
| 1 | Sébastien Ogier    | Julien Ingrassia   | Ford Fiesta WRC            | M-Sport World Rally Team    | M         |
| 2 | Ott Tänak          | Martin Järveoja    | Ford Fiesta WRC            | M-Sport World Rally Team    | M         |
| 3 | Elfyn Evans        | Daniel Barritt     | Ford Fiesta WRC            | M-Sport World Rally Team    | DM        |
| 4 | Hayden Paddon      | John Kennard       | Hyundai i20 Coupe WRC      | Hyundai Motorsport          | M         |
| 5 | Thierry Neuville   | Nicolas Gilsoul    | Hyundai i20 Coupe WRC      | Hyundai Motorsport          | M         |
| 6 | Dani Sordo         | Marc Martí         | Hyundai i20 Coupe WRC      | Hyundai Motorsport          | M         |
| 7 | Kris Meeke         | Paul Nagle         | Citroën C3 WRC             | Citroën Total Abu Dhabi WRT | M         |
| 8 | Craig Breen        | Scott Martin       | Citroën C3 WRC             | Citroën Total Abu Dhabi WRT | M         |
| 10 | Jari-Matti Latvala | Miikka Anttila     | Toyota Yaris WRC           | Toyota GAZOO Racing WRC     | M         |
| 11 | Juho Hänninen      | Kaj Lindström      | Toyota Yaris WRC           | Toyota GAZOO Racing WRC     | M         |
| 14 | Mads Østberg       | Ola Floene         | Ford Fiesta WRC            | M-Sport World Rally Team    | M         |
| 15 | Valeriy Gorban     | Sergey Larens      | Mini John Cooper Works WRC | Eurolamp WRT                | P         |
| 31 | Pontus Tidemand    | Jonas Andersson    | Škoda Fabia R5             | Škoda Motorsport            | M         |
| 32 | Benito Guerra Jr.  | Daniel Cué         | Škoda Fabia R5             | Motorsport Italia SRL       | M         |
| 33 | Pedro Heller       | Pablo Olmos        | Ford Fiesta R5             | Pedro Heller                | M         |
| 34 | Hubert Ptaszek     | Maciek Szczepaniak | Škoda Fabia R5             | Orlen Team                  | M         |
| 35 | Gustavo Saba       | Fernando Mussano   | Škoda Fabia R5             | Gustavo Saba                | DM        |
| 36 | Juan Carlos Alonso | Matías Mercadal    | Škoda Fabia R5             | Juan Carlos Alonso          | DM        |
| 37 | Lorenzo Bertelli   | Simone Scattolin   | Ford Fiesta WRC            | M-Sport World Rally Team    | M         |
| Fuente: rallyargentina.com |                    |                    |                            |                             |           |

## Resultados

### Itinerario
| Día             | Tramo | Nombre                               | Distancia | Ganador de la etapa | Coche                 | Tiempo  | Líder de la general |
| --------------- | ----- | ------------------------------------ | --------- | ------------------- | --------------------- | ------- | ------------------- |
| Día 1 (27 abr)  | SS1   | Ciudad de Córdoba                    | 1.90 km   | Sébastien Ogier     | Ford Fiesta WRC       | 1:53.8  | Sébastien Ogier     |
| Día 2 (28 abr)  | SS2   | San Agustín - Villa Gral. Belgrano 1 | 19.95 km  | Elfyn Evans         | Ford Fiesta WRC       | 12:42.3 | Elfyn Evans         |
| Día 2 (28 abr)  | SS3   | Amboy - Santa Mónica 1               | 20.44 km  | Elfyn Evans         | Ford Fiesta WRC       | 10:18.8 | Elfyn Evans         |
| Día 2 (28 abr)  | SS4   | Santa Rosa - San Agustín 1           | 23.85 km  | Elfyn Evans         | Ford Fiesta WRC       | 13:44.8 | Elfyn Evans         |
| Día 2 (28 abr)  | SS5   | Parque Temático Fernet Branca 1      | 6.04 km   | Elfyn Evans         | Ford Fiesta WRC       | 4:43.5  | Elfyn Evans         |
| Día 2 (28 abr)  | SS6   | San Agustín - Villa Gral. Belgrano 2 | 19.95 km  | Elfyn Evans         | Ford Fiesta WRC       | 12:35.9 | Elfyn Evans         |
| Día 2 (28 abr)  | SS7   | Amboy - Santa Mónica 2               | 20.44 km  | Elfyn Evans         | Ford Fiesta WRC       | 10:21.1 | Elfyn Evans         |
| Día 2 (28 abr)  | SS8   | Santa Rosa - San Agustín 2           | 23.85 km  | Hayden Paddon       | Hyundai i20 Coupe WRC | 13:39.0 | Elfyn Evans         |
| Día 2 (28 abr)  | SS9   | Parque Temático Fernet Branca 2      | 6.04 km   | Thierry Neuville    | Hyundai i20 Coupe WRC | 4:49.4  | Elfyn Evans         |
| Día 3 (29 abr)  | SS10  | Tanti - Villa Bustos 1               | 20.80 km  | Elfyn Evans         | Ford Fiesta WRC       | 11:00.2 | Elfyn Evans         |
| Día 3 (29 abr)  | SS11  | Los Gigantes - Cantera El Cóndor 1   | 38.68 km  | Kris Meeke          | Citroën C3 WRC        | 20:01.6 | Elfyn Evans         |
| Día 3 (29 abr)  | SS12  | Boca del Arroyo - Bajo del Pungo 1   | 20.52 km  | Kris Meeke          | Citroën C3 WRC        | 13:18.2 | Elfyn Evans         |
| Día 3 (29 abr)  | SS13  | Tanti - Villa Bustos 2               | 20.80 km  | Ott Tänak           | Ford Fiesta WRC       | 10:47.9 | Elfyn Evans         |
| Día 3 (29 abr)  | SS14  | Los Gigantes - Cantera El Cóndor 2   | 38.68 km  | Thierry Neuville    | Hyundai i20 Coupe WRC | 19:45.5 | Elfyn Evans         |
| Día 3 (29 abr)  | SS15  | Boca del Arroyo - Bajo del Pungo 2   | 20.52 km  | Thierry Neuville    | Hyundai i20 Coupe WRC | 12:59.5 | Elfyn Evans         |
| Día 4 (30 abr)  | SS16  | El Cóndor - Copina                   | 16.32 km  | Ott Tänak           | Ford Fiesta WRC       | 13:07.0 | Elfyn Evans         |
| Día 4 (30 abr)  | SS17  | Mina Clavero - Giulio Cesare         | 22.64 km  | Thierry Neuville    | Hyundai i20 Coupe WRC | 18:05.0 | Elfyn Evans         |
| Día 4 (30 abr)  | SS18  | El Cóndor (PS)                       | 16.32 km  | Thierry Neuville    | Hyundai i20 Coupe WRC | 13:00.1 | Thierry Neuville    |
| Fuente: wrc.com |       |                                      |           |                     |                       |         |                     |

### Power stage
El power stage al igual que en las anteriores carreras fue la última etapa del rally y tuvo un recorrido total de 16.32 km.
| Pos. | Piloto             | Copiloto         | Coche                 | Equipo                   | Tiempo  | Puntos |
| ---- | ------------------ | ---------------- | --------------------- | ------------------------ | ------- | ------ |
| 1    | Thierry Neuville   | Nicolas Gilsoul  | Hyundai i20 Coupe WRC | Hyundai Motorsport       | 13:00.1 | 5      |
| 2    | Elfyn Evans        | Daniel Barritt   | Ford Fiesta WRC       | M-Sport World Rally Team | +1.3    | 4      |
| 3    | Ott Tänak          | Martin Järveoja  | Ford Fiesta WRC       | M-Sport World Rally Team | +2.7    | 3      |
| 4    | Sébastien Ogier    | Julien Ingrassia | Ford Fiesta WRC       | M-Sport World Rally Team | +4.2    | 2      |
| 5    | Jari-Matti Latvala | Miikka Anttila   | Toyota Yaris WRC      | Toyota GAZOO Racing WRC  | +8.4    | 1      |

### Clasificación final
| World Rally Championship   | World Rally Championship | World Rally Championship | World Rally Championship | World Rally Championship | World Rally Championship | World Rally Championship |
| Pos.                       | Piloto                   | Copiloto                 | Coche                    | Equipo                   | Neumático                | Tiempo                   |
| -------------------------- | ------------------------ | ------------------------ | ------------------------ | ------------------------ | ------------------------ | ------------------------ |
| 1                          | Thierry Neuville         | Nicolas Gilsoul          | Hyundai i20 Coupe WRC    | Hyundai Motorsport       | M                        | 3:38:10.6                |
| 2                          | Elfyn Evans              | Daniel Barritt           | Ford Fiesta WRC          | M-Sport World Rally Team | DM                       | +0.7                     |
| 3                          | Ott Tänak                | Martin Järveoja          | Ford Fiesta WRC          | M-Sport World Rally Team | M                        | +29.9                    |
| 4                          | Sébastien Ogier          | Julien Ingrassia         | Ford Fiesta WRC          | M-Sport World Rally Team | M                        | +1:24.7                  |
| 5                          | Jari-Matti Latvala       | Miikka Anttila           | Toyota Yaris WRC         | Toyota GAZOO Racing WRC  | M                        | +1:48.1                  |
| 6                          | Hayden Paddon            | John Kennard             | Hyundai i20 Coupe WRC    | Hyundai Motorsport       | M                        | +7:42.7                  |
| 7                          | Juho Hänninen            | Kaj Lindström            | Toyota Yaris WRC         | Toyota GAZOO Racing WRC  | M                        | +11:16.9                 |
| 8                          | Dani Sordo               | Marc Martí               | Hyundai i20 Coupe WRC    | Hyundai Motorsport       | M                        | +14:44.1                 |
| 9                          | Mads Østberg             | Ola Floene               | Ford Fiesta WRC          | M-Sport World Rally Team | M                        | +15:11.3                 |
| 10                         | Pontus Tidemand          | Jonas Andersson          | Škoda Fabia R5           | Škoda Motorsport         | M                        | +17:32.1                 |
| World Rally Championship 2 |                          |                          |                          |                          |                          |                          |
| 1 (10.)                    | Pontus Tidemand          | Jonas Andersson          | Škoda Fabia R5           | Škoda Motorsport         | M                        | 3:55:42.7                |
| 2 (11.)                    | Juan Carlos Alonso       | Matías Mercadal          | Škoda Fabia R5           | Juan Carlos Alonso       | DM                       | +10:11.3                 |
| 3 (12.)                    | Benito Guerra Jr.        | Daniel Cué               | Škoda Fabia R5           | MotorSport Italia        | M                        | +43:05.5                 |
| 4 (13.)                    | Gustavo Saba             | Fernando Mussano         | Škoda Fabia R5           | Gustavo Saba             | DM                       | +50:14.6                 |
| 5 (14.)                    | Hubert Ptaszek           | Maciek Szczepaniak       | Škoda Fabia R5           | Orlen Team               | M                        | +52:27.5                 |